# Lubień Kujawski (gemeente)
De gemeente Lubień Kujawski is een stad- en landgemeente in het Poolse woiwodschap Koejavië-Pommeren, in powiat Włocławski.
De zetel van de gemeente is in Lubień Kujawski.
Op 30 juni 2004 telde de gemeente 7603 inwoners.

## Oppervlakte gegevens
In 2002 bedroeg de totale oppervlakte van gemeente Lubień Kujawski 150,21 km², waarvan:
- agrarisch gebied: 87%
- bossen: 5%

De gemeente beslaat 10,2% van de totale oppervlakte van de powiat.

## Demografie
Stand op 30 juni 2004:
| Omschrijving                   | Totaal | Totaal | Vrouwen | Vrouwen | Mannen | Mannen |
| ------------------------------ | ------ | ------ | ------- | ------- | ------ | ------ |
| eenheid                        | aantal | %      | aantal  | %       | aantal | %      |
| inwoners                       | 7603   | 100    | 3762    | 49,5    | 3841   | 50,5   |
| bevolkingsdichtheid (inw./km²) | 50,6   | 50,6   | 25      | 25      | 25,6   | 25,6   |

In 2002 bedroeg het gemiddelde inkomen per inwoner 1275,56 zł.

## Administratieve plaatsen (sołectwo)
Antoniewo, Bagno, Beszyn, Bilno, Błędowo, Chojny, Czaple, Dziankowo, Gagowy, Gliznowo, Gole, Kaliska, Kanibród, Kłóbka, Kobyla Łąka, Kretkowo, Krzewie, Modlibórz, Morzyce, Narty, Rutkowice, Rzeżewo, Szewo, Świerna, Wiktorowo, Wola Dziankowska, Wola Olszowa.

## Overige plaatsen
Bileńska Kolonia, Błonie, Chwalibogowo, Dziankówek, Gocław, Golska Huta, Henryków, Kaczawka, Kamienna, Kąty, Kłóbka-Nowy Młyn, Kłóbka-Podgórze, Kołomia, Kostulin, Krzewie Drugie, Narty-Piaski, Nowa Wieś, Nowe Czaple, Nowe Gagowy, Rzegocin, Siemiany, Sławęcin, Sławęckie Góry, Stępka, Stróże, Uchodze, Walentowo, Wąwał, Wola Olszowa-Parcele, Zakrzewo.

## Aangrenzende gemeenten
Baruchowo, Choceń, Chodecz, Gostynin, Kowal, Łanięta, Nowe Ostrowy